# Tobou
Ne doit pas être confondu avec Tobou-Peulh.
Tobou est une localité située dans le département de Bilanga de la province de la Gnagna dans la région Est au Burkina Faso.

## Géographie
Tobou se trouve à 6 km au nord de Kabaré et à 14 km au nord-est de Sékouantou et de la route nationale 18.

## Santé et éducation
Tobou accueille un centre de santé et de promotion sociale (CSPS).
Le village possède une école primaire publique.